# Пантиков Петро Петрович
Петро Петрович Пантиков (31 серпня 1903, село Острога Каширського повіту Тульської губернії, тепер Московської області, Російська Федерація — ?) — радянський діяч, голова Краснодарського крайвиконкому. Депутат Верховної ради РРФСР 3-го скликання. Депутат Верховної ради СРСР 2—3-го скликань (у 1948—1954 роках). Кандидат сільськогосподарських наук.

## Біографія
Народився в родині робітника. У 1913—1917 роках — учень, підручний слюсаря на Митищинському вагонобудівному заводі Московської губернії. З 1918 року працював уповноваженим Каширського повітового продовольчого комітету, був токарем. Навчався в Московській тримісячній школі трактористів-механіків. У 1923 році вступив до комсомолу.
З 1923 до 1925 року — на комсомольській роботі.
Член РКП(б) з 1925 року.
З 1926 року — студент Всесоюзної сільськогосподарської академії імені Тімірязєва в Москві.
Після закінчення академії — інженер-механік радгоспу імені Сталіна Армавірського району Північно-Кавказького краю.
У 1931—1934 роках — заступник з наукової частини директора Північно-Кавказького відділення Всесоюзного науково-дослідного інституту механізації та електрифікації сільського господарства.
У 1934—1947 роках — науковий керівник відділу механізації, директор Всесоюзного науково-дослідного інституту тютюну та махорки в місті Краснодарі.
У вересні 1947 — березні 1948 року — заступник голови виконавчого комітету Краснодарської крайової ради депутатів трудящих.
У березні 1948 — лютому 1954 року — голова виконавчого комітету Краснодарської крайової ради депутатів трудящих.
У 1954—1958 роках — заступник міністра радгоспів Російської РФСР.
Автор 18 друкованих наукових праць з питань механізації сільського господарства.

## Нагороди
- орден Леніна
- два ордени Трудового Червоного Прапора (1957, 1974)
- орден «Знак Пошани» (1942)
- медалі